# Polonia Iłża
Polonia Iłża, Iłżecki Klub Sportowy Polonia Iłża – polski klub sportowy z siedzibą w Iłży. Obecnie dwusekcyjny z sekcją piłki nożnej występującą w rozgrywkach radomskiej ligi okręgowej oraz sekcją tenisa stołowego.
Klub został założony 13 sierpnia 1922. Najwyższym poziomem ligowym reprezentowanym przez sekcję piłki nożnej Polonii była A-Klasa w sezonie 1948. Wówczas był to drugi poziom rozgrywkowy w Polsce.
Dawniej oprócz sekcji piłki nożnej działało kilka innych sekcji m.in. sekcja tenisa stołowego, której największym sukcesem były występy w II lidze w latach 1976–1980.

## Sekcja piłki nożnej

### Historia[1]

#### 1922-1930
13 sierpnia 1922 r. na zebraniu iłżeckich sympatyków sportu do życia zostało powołane Iłżeckie Koło Sportowe. Wśród założycieli znaleźli się m.in. Tadeusz Wajs, Tadeusz Hamoń, Karol Szlachetko, Jan Sępioł, Karol Rener, Jan Jaklewicz, Antoni Paliga, Mieczysław Falkiewicz i Edward Pawelec.
Celem założycieli klubu była nie tylko działalność sportowa, ale przede wszystkim kulturalna i oświatowa. Na pierwszym zebraniu 13 sierpnia ukonstytuował się pierwszy zarząd w historii. Prezesem został Karol Szlachetko, a jego zastępcą Adam Szymański.
10 grudnia 1922 roku odbyło się kolejne zebranie, na którym ustalono nazwę nowo powstałego stowarzyszenia. Od tego momentu jego nazwa brzmiała Iłżeckie Koło Sportowe “Polonia”. Tytuł Polonii miał być hołdem złożonym dla żołnierzy, którzy walczyli o wolność Polski w I wojnie światowej i wojnie polsko-bolszewickiej.
Wiosną 1923 roku z pozyskanych środków zakupiono niezbędny sprzęt, który przechowywano w budynku straży ogniowej, a także urządzono boisko, którym na czas meczów miała stać się targowica miejska (teren obecnego pl. 11 listopada).
3 maja 1923 r. sekcja piłki nożnej rozegrała pierwszy oficjalny mecz w historii. Jej przeciwnikiem byli zawodnicy Żydowskiego Koła Sportowego Makkabi Iłża. Nie znamy wyniku tego spotkania, wiemy jedynie, że Polonia je zwyciężyła. 11 listopada natomiast, w kolejnym meczu pomiędzy iłżeckimi drużynami górą byli przedstawiciele koła żydowskiego.
W połowie 1924 roku zarząd Polonii rozpoczął działania mające na celu zgłoszenie drużyny piłkarskiej do rozgrywek klasy C. 21 lipca 1924 r. decyzją podokręgu radomskiego Okręgowego Związku Piłki Nożnej w Łodzi, IKS Polonia Iłża została dokooptowana do rozgrywek klasy C. Niestety, z wielu przyczyn m.in. niewymiarowego boiska i problemów kadrowych (młodzi piłkarze odeszli do wojska) zespół został wycofany po 3 kolejkach.
W kolejnych latach nastąpił upadek organizacyjny koła. Nikt z władz zarówno gminnych, jak i powiatowych nie przejawiał chęci pomocy Polonii. Do końca lat dwudziestych nie zgłoszono iłżeckiej drużyny do rozgrywek mistrzowskich.
Pod koniec 1929 roku nadeszła szansa na odrodzenie koła u boku Piłsudczyków i Związku “Strzelec”. Powyższa organizacja stwarzała o wiele lepsze warunki do uprawiania sportu, jak i późniejszej służby wojskowej. W grudniu 1929 roku wszystko wskazywało na to, że IKS Polonia będzie członkiem “Strzelca”.

#### 1930–1939
30 stycznia 1930 r. IKS Polonia oficjalnie weszła w skład Związku “Strzelec” co doprowadziło do zmiany nazwy klubu na IKS Strzelec Iłża. Zespół z Iłży otrzymał nowe stroje i pieniądze na zakup sprzętu sportowego. Z przyczyn wojskowych koordynatorem i nowym prezesem koła został Tadeusz Ways.
Nareszcie udało się zgłosić iłżecki zespół do rozgrywek ligowych. Niestety, w czasie II wojny światowej większość dokumentów klubu została zniszczona z obawy przed represjami (IKS Strzelec był de facto klubem wojskowym) i znamy tylko kilka wyników z kilkuletnich rozgrywek IKS-u. Strzelec Iłża rywalizował w swojej lidze m.in. z zespołami z Sienna, Starachowic, Ostrowca i Zwolenia.
Jak wynika z relacji prof. Tadeusza Waysa podczas pobytu na wakacjach w Iłży I-ligowej Gwardii Warszawa zorganizowano mecz pomiędzy warszawskim i iłżeckim zespołem. Piłkarze IKS Strzelec sprawili niemałą niespodziankę i pokonali klub ze stolicy 2:1!
Klęska polskiej armii w kampanii wrześniowej zakończyła dalszy rozwój klubu, jak i historię Strzelca Iłża. Klub już nigdy później nie miał charakteru wojskowego i nie występował pod nazwą “Strzelec”. Większość piłkarzy i działaczy dawnego IKS-u podjęła już jesienią 1939 roku działania konspiracyjne.

#### 1940–1949
4 czerwca 1940 roku Gestapo aresztowało kilkanaście osób, a wśród nich wiele osób związanych ze “Strzelcem” i “Polonią”. 29 czerwca 1940 roku zostali rozstrzeleni w Brzasku k. Skarżyska.
Straceni w Brzasku zostali:
- Kazimierz Starowicz – lat 39 – zastępca komendanta IKS Strzelec
- Feliks Renner – lat 39 – zastępca komendanta IKS Strzelec
- Karol Szlachetko – lat 41 – członek zarządu IKS Strzelec, pierwszy prezes Polonii
- Piotr Sępioł – lat 49 – członek zarządu IKS Strzelec, sekretarz IKS Polonia
- Antoni Jabłoński – lat 36 – działacz IKS Polonia
- Adam Szymański – lat 42 – członek zarządu IKS Polonia, kierownik biblioteki IKS Polonia

Jako jedyny z zarządu Strzelca nie zginął prof. Tadeusz Ways z powodu niemieckiego brzmienia swojego nazwiska. Nie przyjął jednak niemieckiego obywatelstwa, za co został zesłany do obozu koncentracyjnego w Sachsenhausen i przebywał tam aż do czasu wyzwolenia przez Amerykanów.
W czasie okupacji w obozach koncentracyjnych zostali zamordowani także piłkarze Polonii m.in.: 29-letni Bolesław Ostrowski, 27-letni Henryk Pawelec, 20-letni Stanisław Pawelec, 29-letni Wacław Kiepas, 39-letni Józef Zięba oraz Edward Łyżwiński. W szeregach Armii gen. Andersa walczył za to Michał Leśnikowski, który po wojnie nie powrócił do Iłży, a osiadł w Szkocji.
W marcu 1945 roku reaktywowano działalność sportową pod nazwą “Iłżeckie Koło Sportowe”, wybrano nowy zarząd, na którego czele stanął Franciszek Kacperski. W kwietniu przystąpiono do odbudowy płyty boiska, a już w maju rozegrano na niej pierwsze mecze towarzyskie. Po reaktywacji PZPN, IKS został zgłoszony do rozgrywek Radomskiego OZPN. Pierwszym powojennym trenerem został Tadeusz Tomikowski.
W rozgrywkach sezonu 1945 Iłżeckie Koło Sportowe zajęło 11 miejsce (na 15) i zostało oddelegowane do Klasy C. Piłkarze z Iłży pod wodzą trenera Klisza z Katowic już w pierwszym sezonie wywalczyli awans do Klasy B. Wiosną 1947 roku doszło do zmiany na stanowisku prezesa IKS-u, Franciszka Kacperskiego zastąpił Antoni Lipko. W tym samym roku jako beniaminek Klasy B, drużyna z Iłży uzyskuje awans na ówczesny drugi szczebel rozgrywkowy – do Klasy A, jednak przez zawirowania w drużynie był to tylko jednosezonowy epizod. Drużyna z Iłży wróciła do Klasy B i rozgrywała tam mecze do 1952 roku.

#### 1950–1959
W 1953 roku IKS wszedł w skład nowo powstałego podokręgu starachowickiego Kieleckiego Okręgowego Związku Piłki Nożnej. Wiązało się to jednak do przystąpienia do rozgrywek Klasy C.
Również w 1953 roku w zgodzie z zarządem iłżecki klub wszedł w skład ogólnopolskiego Zrzeszenia Sportowego “Start”. W zamian za pomoc finansową, klub zmienił swój herb, emblemat oraz barwy, którymi od tego czasu były czerwień i czerń. W tym roku również zmieniono nazwę klubu, która brzmiała: “Zrzeszenie Sportowe Start – koło nr 152 w Iłży”. Zaszły również zmiany we władzach klubu, nowym prezesem został Antoni Sikora.
W 1954 roku zespół wywalczył awans do Klasy B. 19 września doszło do wielkiej sensacji w meczu towarzyskim z I-ligową Gwardią Warszawa. Skazany na porażkę ZS Start rozgromił warszawski zespół aż 4:1!
W 1956 roku pod wodzą trenera Tadeusza Rusinowicza, byłego piłkarza Radomiaka Radom, ZS Start Iłża awansował do Klasy A i występował w niej do końca lat 50. W 1957 roku nowym prezesem został Stanisław Wasatko. Na prośbę 15 członków zarządu klubu, zmieniono jego nazwę, powracając do tradycji z 1922 roku. Od tej chwili klub nazywał się “Zrzeszenie Sportowe Start – Klub Sportowy Polonia w Iłży”

#### 1960–1969
Lata sześćdziesiąte to jedne z najsłabszych w historii sekcji piłki nożnej Polonii Iłża. Zespół przez całe dziesięciolecie występował w klasie B, w kilku sezonach walcząc o awans, a w kilku innych o utrzymanie.
Jednakże iłżecka drużyna nie miała łatwego zadania, bowiem wówczas w klasie B grały takie zespoły jak: rezerwy KSZO Ostrowiec i Granatu Skarżysko, Powiślanka Lipsko, Orzeł Wierzbica, Stal Kunów czy Wisła Sandomierz.
O wiele lepiej niż pierwsza drużyna, radzili sobie juniorzy Polonii Iłża. W sezonie 1967/68 zajęli w swojej lidze 1. miejsce i zagrali w barażach o awans z LZS-em Bodzechów. Mecz rozegrany na neutralnym terenie w Kuczowie przegrali 1:2, głównie przez ogromną stronniczość sędziego tego spotkania.

#### 1970–1979
Początek lat siemdziesiątych był niezwykle udany dla zespołu Polonii. Już w sezonie 1970/1971 pod okiem szkoleniowca Franciszka Dudka, a wiosną Władysława Pietrzyka, zawodnicy Startu-Polonii wywalczyli długo oczekiwany awans do Klasy A.
Wówczas w kadrze iłżeckiego zespołu znalazło się wielu utalentowanych graczy m.in. bramkarz Jerzy Stefek – mistrz Polski z Górnikiem Zabrze w 1963 roku.
W 1972 roku zarząd postanowił zmienić nazwę klubu. Od tego momentu organizacja nazywała się “Klub Sportowy Spółdzielczości Pracy Polonia Iłża”. Rok później doszło do kolejnej zmiany nazwy i od tej chwili klub nazywał się “Międzyzakładowy Klub Sportowy Start-Polonia Iłża”. Wówczas wybrano także nowego prezesa, a został nim Jan Mirota.
Lata siedemdziesiąte były złotym okresem w historii Polonii pod względem sukcesów sportowych, ale także organizacyjnych. Właśnie wtedy wybudowano pawilon “Anatol” dla sekcji tenisa stołowego, dokończono budowę szatni oraz zmodernizowano boisko.
W sezonie 1974/1975 Polonia pod wodzą szkoleniowców E. Jabłońskiego i W. Sionka zajęła w klasie A pierwsze miejsce premiowane awansem, jednak z powodu reorganizacji rozgrywek spowodowanej reformą podziału administracyjnego musiała pozostać w tej samej lidze.
W kolejnym sezonie zespół z Iłży pod wodzą byłego reprezentanta Polski Franciszka Pytla znów sięgnął po mistrzostwo A-Klasy. Tym razem bez żadnych przeszkód drużyna Polonii zagrała w kolejnym sezonie w wyższej lidze, w której utrzymała się przez kolejne 10 lat.

#### 1980–1989
W lata osiemdziesiąte Polonia weszła jako zespół ligi okręgowej, grający rokrocznie o utrzymanie, aniżeli o awans. W 1983 roku po nieudanym remoncie płyty boiska w Iłży, zespół musiał przenieść się na całą rundę na przyzakładowe boisko w Zębcu.
Do niezbyt dobrej sytuacji sportowej doszedł także postępujący chaos organizacyjny i niejasna polityka kadrowa trenera Rudolfa Wrzesioka, które doprowadziły do spadku pierwszej drużyny do Klasy A w 1986 roku.
W 1987 roku odbyły się uroczystości związane z 65-leciem Polonii Iłża. Zaszczycili je swoją obecnością m.in. były selekcjoner reprezentacji Polski i działacz sportowy Kazimierz Górski oraz redaktor “Sportu”, rodowity iłżanin Grzegorz Stański.
W 1988 roku, w 70 rocznicę odzyskania niepodległości przez Polskę, redakcja tygodnika “Tempo” zorganizowała turniej, w którym wzięły udział wszystkie polskie drużyny z “Polonią” w nazwie, w tym Polonia Iłża. Podczas turnieju iłżecki zespół najpierw pokonał Polonię Iłowo, a następnie nieznacznie przegrał (0:1) z Polonią Lidzbark Warmiński.
Do grona drużyn ligi okręgowej gracze Polonii powrócili w sezonie 1988/1989, jednak po nieudanym sezonie zajęli ostatnie miejsce i znów spadli do Klasy A.

#### 1990–1999
Lata dziewięćdziesiąte w Polonii rozpoczęły się od jednego z najważniejszych zebrań zarządu w dziejach Polonii. 11 marca 1990 roku zarząd Polonii podjął decyzję o wystąpieniu (po niemal 40-letniej współpracy) ze Zrzeszenia Sportowego “Start” i zmianie nazwy na “Międzyzakładowy Klub Sportowy Polonia Iłża”.
Również w 1990 roku Polonia znów awansowała z Klasy A i w sezonie 1991/92 współtworzyła 7-drużynową grupę II radomskiej ligi okręgowej. Gdy powrócono w kolejnym sezonie do 12-zespołowej jednej grupy ligi okręgowej Polonia rozegrała kolejny słaby sezon i znów spadła do Klasy A.
W 1992 roku w ramach współpracy międzynarodowej Polonia rozegrała jedyne w swojej dotychczasowej historii dwa spotkania międzynarodowe z ukraińskim drugoligowcem Olimpem Busk. W pierwszym meczu 23 czerwca w Iłży padł remis 1:1 (w karnych 6:5 dla Polonii), w rewanżu 12 lipca na Ukrainie również padł remis (4:4).
| 23 czerwca 1992 | Polonia Iłża | 1:1   | Olimp Busk |                        |
| 16:30           |              | (1:0) |            | Stadion Polonii w Iłży |

Sezon 1992/1993 można uznać za najsłabszy w historii Polonii. Wówczas iłżecki zespół zajął 8. miejsce w Klasie A (przedostatnim poziomie ligowym). W kolejnym sezonie drużyna z Iłży zajęła 5. miejsce i dzięki reorganizacji znalazła się w lidze okręgowej, w której grała aż do 2010 roku.
W 1994 roku również doszło do jednego z najlepszych w historii klubu występów w Pucharze Polski. Na szczeblu okręgu iłżecki zespół odpadł dopiero w ćwierćfinale, gdy uległ IV-ligowemu Mazowszu Grójec, eliminując wcześniej Powiślankę Lipsko, Zawiszę Sienno i Spartę Sadkowice.
Druga połowa lat 90. to burzliwy okres w Polonii w aspekcie trenerów. W latach 1995–2000 zespół był prowadzony przez pięciu trenerów, co nie wpływało dobrze na aspirującą do awansu do IV ligi drużynę.
Do końca lat dziewięćdziesiątych klub z Iłży balansował między czołówką, a środkiem tabeli. Najbliżej upragnionego awansu był w sezonie 1996/1997, gdy zajął 3 miejsce.
W 1997 roku obchodzono 75-lecie Polonii. Z tej okazji doszło do wielu zmian. Między innymi mieniono nazwę klubu na obecną, czyli “Iłżecki Klub Sportowy Polonia Iłża” oraz zaprezentowano obecny herb, który mocno nawiązuje do poprzednich wersji i historii iłżeckiego klubu. Zmianie uległy również obiekty należące do IKS-u. Wybudowano taras widokowy przy budynku klubowym, trybunę “północną”, wyremontowano kasy i wejście na trybunę “południową”.

#### 2000-2010

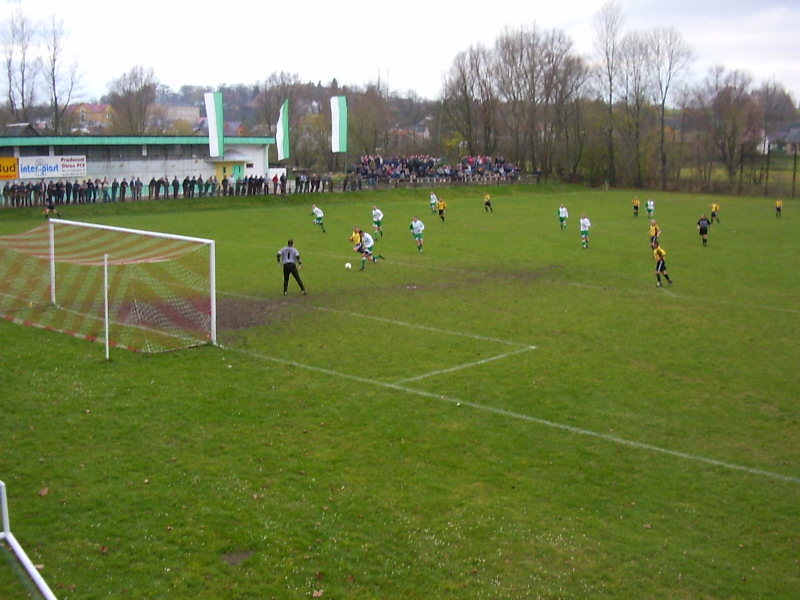
Zdjęcie z meczu Polonii Iłża z Oronką Orońsko w 2004 roku

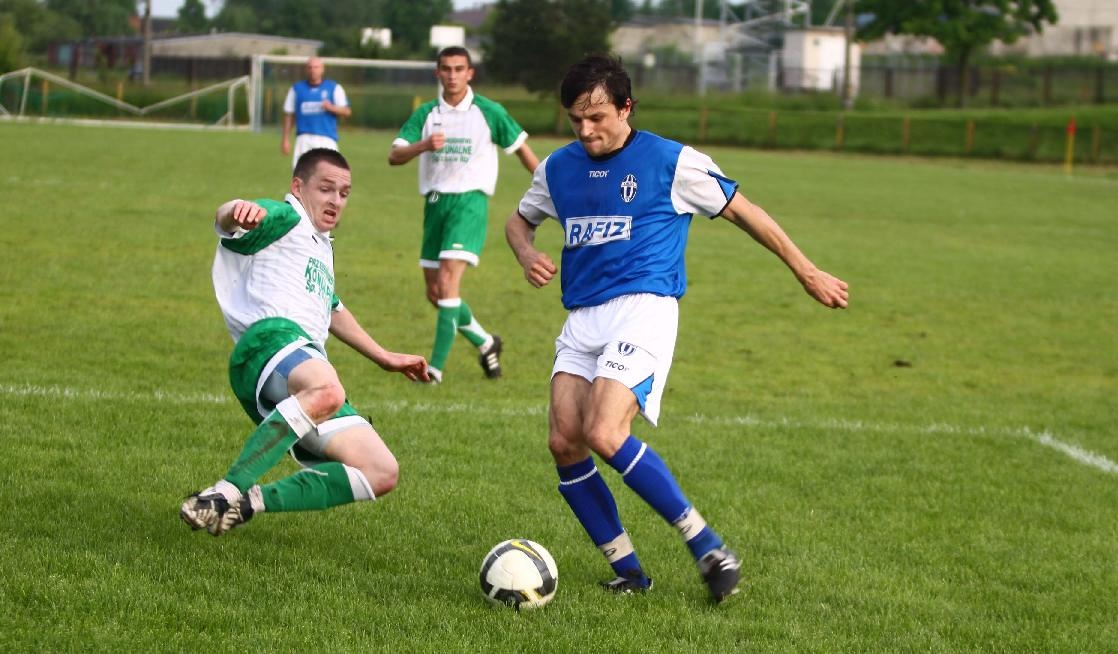
Zdjęcie z meczu Polonia Iłża – Orzeł Wierzbica, który zdecydował o ostatecznym awansie Polonii do IV ligi w 2010 roku

W XXI wiek Polonia wchodzi z wielkim chaosem organizacyjnym. Ciągłe kłótnie, spory i zatargi w zarządzie prowadziły do powolnego upadku klubu. W 2001 roku wybrano zarząd złożony głównie z lokalnych struktur SLD, który przez rok pracy doprowadził do ogromnego zadłużenia, a także zaniedbania obiektów należących do klubu.
Wobec takiego stanu rzeczy, w lipcu 2002 doszło do nadzwyczajnego zebrania Polonii, na którym wybrano nowe władze na czele z prezesem Ryszardem Kumanowskim. Ogromną zasługę w odbudowie i ratowaniu klubu miał wiceprezes Andrzej Chudzikowski.
W 2002 roku doszło również do uroczystości z okazji 80-lecia Polonii. Z okazji jubileuszu klub otrzymał gratulacje i puchary m.in. od prezesa PZPN Michała Listkiewicza, od Radomskiego Okręgowego Związku Piłki Nożnej i wielu innych.
W lidze okręgowej Polonia radziła sobie coraz gorzej. W 2003 roku cudem nie uległa degradacji do Klasy A. W kolejnym sezonie zarząd Polonii postanowił wzmocnić zespół i zatrudnić trenera Jarosława Kszczotka. Zespół zajął miejsce w ścisłej czołówce i był bliski wywalczenia awansu.
W sezonie 2004/2005 zespół poprowadził trener Jan Lipiński. Drużyna po 12. kolejkach była liderem, ale słaba runda wiosenna zaprzepaściła szansę na ostateczny sukces.
Dopiero w sezonie 2007/2008 Polonia znów znalazła się w czołówce po dwóch słabszych sezonach ligowych. Pod wodzą Jura Zielińskiego iłżecki zespół zajął 3. miejsce. W kolejnym sezonie drużyna z Iłży zakończyła jako wicelider rozgrywek.
Dopiero w sezonie 2009/2010 pod przewodnictwem doświadczonego szkoleniowca Bolesława Strzemińskiego Polonia Iłża wywalczyła 1. miejsce w radomskiej lidze okręgowej i awans do IV ligi. Stało się to po meczu z największym konkurentem do awansu Orłem Wierzbica, którego Polonia pokonała 2:0.
| 2 czerwca 2010 | Orzeł Wierzbica | 0:2   | Polonia Iłża                           |                          |
| 16:00          |                 | (0:1) | Michał Kogut 30' · Emanuel Chudyba 90' | Stadion Orła w Wierzbicy |

#### 2011-2020
Pierwszy sezon (2010/2011) w IV lidze w wykonaniu zawodników Polonii był zadowalający. Podopieczni Bolesława Strzemińskiego zajęli wysokie 6. miejsce. Również w Pucharze Polski drużyna z Iłży radziła sobie bardzo dobrze i odpadła dopiero w półfinale (0:1 z Sokołem Przytyk).
Rozgrywki 2011/2012 również dały utrzymanie Polonii w na piątym poziomie rozgrywkowym, jednak zawodnicy walczyli o utrzymanie, aniżeli o miejsce w czołówce. W czerwcu 2012 roku o odejściu z pracy poinformował Bolesław Strzemiński.
Na stanowisku trenera zastąpił go Stanisław Bilski, jednak w skutku słabych wyników (3 punkty w 9 meczach) został zwolniony i na jego miejsce powołano Dominika Rokitę – dotychczasowego szkoleniowca juniorów. Mimo zdobycia 23 punktów, Polonia nie utrzymała się w czwartej lidze i kolejny sezon rozpoczęła w radomskiej lidze okręgowej.
Runda jesienna sezonu 2013/2014 nie napawała optymizmem przed kolejnymi pojedynkami, jednak w rundzie rewanżowej zespół Polonii został okrzyknięty mianem Rycerzy Wiosny (zwycięstwo w 9 meczach z rzędu) i na koniec sezonu zajął 5. miejsce.
W kolejnych rozgrywkach Polonia po bardzo dobrej rundzie jesiennej, po której została liderem rozgrywek, zaprzepaściła szanse na awans niezwykle słabą rundą wiosenną. Ostatecznie iłżecka drużyna uplasowała się na 3. miejscu.
W sezonie 2015/2016 Polonia po nieudanej rundzie jesiennej plasowała się za czołówką, na 6. miejscu. 25 lutego 2016 r. doszło do zmiany na stanowisku prezesa iłżeckiego klubu, Grzegorza Kosternę zastąpił Mirosław Barszcz. Przed rundą wiosenną nastąpiła również zmiana trenera, którym 17 marca został Marcin Wiatrak. Początkowo, runda wiosenna w wykonaniu iłżeckiego zespołu była bardzo dobra, fatalna końcówka jednak doprowadziła do tego, że drużyna z Iłży zakończyła rozgrywki na siódmym miejscu. Przed sezonem 2016/17 w Polonii doszło do zmiany trenera, którym został Piotr Wątorski. Po słabym początku sezonu szkoleniowiec zrezygnował, a stery w zespole przejął były ekstraklasowicz Adrian Sobczyński. Ostatecznie nie udało się utrzymać drużyny w szeregach ligi okręgowej. W następnych trzech sezonach Polonii nie udało się awansować, za każdym razem zespół plasował się tuż za miejscami dającymi awans lub baraże. 29 marca 2019 roku prezesem klubu został Piotr Matysiak. 31 lipca 2020 roku zastąpił go Jakub Ciulkin., który zrezygnował z tej funkcji w czerwcu 2021 roku.

#### 2021-2030
Na stanowisko prezesa w czerwcu 2021 roku ponownie został wybrany Piotr Matysiak. 20 czerwca 2021 roku, po zwycięstwie 3:0 z rezerwami Energii Kozienice, na kolejkę przed końcem rozgrywek iłżanie zapewnili sobie awans i powrót w szeregi ligi okręgowej po czterech latach przerwy.  Polonia spędziła tylko jeden sezon na tym poziomie i po zajęciu 15 miejsca z 21 punktami na koncie spadła ponownie do Klasy A. Z drużyną po pięciu latach pożegnał się trener Piotr Wątorski. 26 lipca 2022 roku nowym trenerem został Damian Szyszka. W sezonie 2022/23 Polonia Iłża zajęła drugie miejsce w Klasie A i wywalczyła awans do Tymex Ligi Okręgowej. 17 czerwca 2023 r. powołany został nowy zarząd na czteroletnią kadencję. Nowym prezesem Polonii Iłża został Maciej Dębiec. Po rundzie jesiennej sezonu 2023/24 zajmowała 11. miejsce w szesnastozespołowej lidze.

### Sukcesy

#### Liga
- Mistrzostwo Klasy C (2): 1946, 1953[15][16]
- Mistrzostwo Klasy B (3): 1947, 1956, 1971
- 6. miejsce w klasie A (ówczesnej II lidze): 1948
- Mistrzostwo Klasy A (4): 1976 , 1988, 1990, 1994, 2021
- Mistrzostwo ligi okręgowej gr. radomskiej (1): 2010
- 5. miejsce w IV lidze, gr. mazowieckiej: 2011
- Mistrzostwo Radomskiej Ligi Juniorów U-19 (1): 2013
- Mistrzostwo Radomskiej Ligi Juniorów Młodszych U-16 (1): 2015

#### Puchar Polski
- 1/4 finału na szczeblu okręgu (2): 1994, 2017
- 1/2 finału na szczeblu okręgu (1): 2011

#### Indywidualne
Plebiscyt na najlepszego sportowca Ziemi Radomskiej prowadzony przez Echo Dnia:
- 1. miejsce: Karol Stępniewski: 2015
- 2. miejsce: Grzegorz Godzisz: 2015[17], 2017[18]
- 3. miejsce: Marcin Wiatrak: 2010[19], Radomir Zięba: 2017[18]
- 4. miejsce: Radosław Cheda: 2013[20]

Plebiscyt na najlepszego trenera Ziemi Radomskiej prowadzony przez Echo Dnia:
- 1. miejsce: Dominik Rokita: 2014, 2015[17]
- 3. miejsce: Bolesław Strzemiński: 2010

### Poszczególne sezony
Wyniki z niemal wszystkich sezonów Polonii Iłża
- 13 sierpnia 1922: Powstanie klubu
- 1922–1939: brak dokładnych danych
- 1945: 11. miejsce w rozgrywkach podokręgu radomskiego
- 1946: 1. miejsce w radomskiej klasie C. Awans
- 1947: 1. miejsce w radomskiej klasie B. Awans
- 1948: 10. miejsce w klasie A. Spadek
- 1949: radomska klasa B
- 1950: radomska klasa B
- 1951: radomska klasa B
- 1952: radomska klasa B
- 1953: starachowicka klasa C
- 1954: klasa B
- 1955: klasa B
- 1956: 1. miejsce w klasie B. Awans
- 1957: 5. miejsce w klasie A
- 1958: klasa A
- 1959: klasa A
- 1960: przedostatnie miejsce w klasie A. Spadek
- 1961/1962: klasa B
- 1962/1963: klasa B
- 1963/1964: klasa B
- 1964/1965: klasa B
- 1965/1966: klasa B
- 1966/1967: klasa B
- 1967/1968: klasa B
- 1968/1969: klasa B
- 1969/1970: klasa B
- 1970/1971: 1. miejsce w klasie B. Awans
- 1971/1972: 8. miejsce w klasie A
- 1972/1973: klasa A
- 1973/1974: klasa A
- 1974/1975: 1. miejsce w klasie A. Brak awansu z powodu reorganizacji
- 1975/1976: 1. miejsce w klasie A. Awans
- 1976/1977: 8. miejsce w lidze okręgowej
- 1977/1978: 12. miejsce w lidze okręgowej
- 1978/1979: 9. miejsce w lidze okręgowej
- 1979/1980: 10. miejsce w lidze okręgowej
- 1980/1981: 8. miejsce w lidze okręgowej
- 1981/1982: 9. miejsce w lidze okręgowej
- 1982/1983: 9. miejsce w lidze okręgowej
- 1983/1984: 10. miejsce w lidze okręgowej
- 1984/1985: 9. miejsce w lidze okręgowej
- 1985/1986: 12. miejsce w lidze okręgowej. Spadek
- 1986/1987: 4. miejsce w klasie A
- 1987/1988: 1. miejsce w klasie A. Awans
- 1989/1990: 1. miejsce w klasie A
- 1990/1991: 5. miejsce w lidze okręgowej
- 1991/1992: 14. miejsce w lidze okręgowej. Spadek
- 1992/1993: A klasa
- 1993/1994: 5. miejsce w klasie A. Awans
- 1994/1995: liga okręgowa
- 1995/1996: liga okręgowa
- 1996/1997: 3. miejsce w lidze okręgowej
- 1997/1998: 7. miejsce w lidze okręgowej
- 1998/1999: 9. miejsce w lidze okręgowej
- 1999/2000: 11. miejsce w lidze okręgowej
- 2000/2001: 10. miejsce w lidze okręgowej
- 2001/2002: 13. miejsce w lidze okręgowej
- 2002/2003: 12. miejsce w lidze okręgowej
- 2003/2004: 6. miejsce w lidze okręgowej
- 2004/2005: 4. miejsce w lidze okręgowej
- 2005/2006: 8. miejsce w lidze okręgowej
- 2006/2007: 10. miejsce w lidze okręgowej
- 2007/2008: 3. miejsce w lidze okręgowej
- 2008/2009: 2. miejsce w lidze okręgowej
- 2009/2010: 1. miejsce w lidze okręgowej. Awans
- 2010/2011: 5. miejsce w IV lidze
- 2011/2012: 8. miejsce w IV lidze
- 2012/2013: 15 miejsce w IV lidze. Spadek
- 2013/2014: 5. miejsce w lidze okręgowej
- 2014/2015: 3. miejsce w lidze okręgowej
- 2015/2016: 7. miejsce w lidze okręgowej
- 2016/2017: 15. miejsce w lidze okręgowej. Spadek
- 2017/2018: 2. miejsce w Klasie A.
- 2018/2019: 3. miejsce w Klasie A
- 2019/2020: 3. miejsce w Klasie A[21]
- 2020/2021: 1. miejsce w Klasie A. Awans

### Barwy i herb

#### Barwy
Statutowe barwy Polonii to biel i zieleń. Najprawdopodobniej pochodzą one z czasów, gdy IKS był wojskowym klubem (1930–1939), bowiem głównie drużyny wojskowe posiadały zielone barwy.
W historii klubu tylko raz doszło do zmiany barw. W 1953 roku, gdy iłżecki klub wszedł w Skład Zrzeszenia Sportowego “Start”, za statutowe barwy zostały uznane czerń i czerwień. Taki stan rzeczy obowiązywał do 1973 roku, gdy wprowadzono obecne barwy.

#### Herby
Do dzisiejszych czasów przetrwało 5 wzorów herbów Polonii. Najstarszy z nich pochodzi z 1945 roku.
- 1922 -1939 – Niestety, z obawy przed represjami w czasie II wojny światowej, działacze Polonii zniszczyli większość akt, w tym także wzory herbów.
- 1945 – 1953 – Na białej tarczy szwajcarskiej trzy czarne litery IKS. U dołu tarczy napis IŁŻA.
- 1953 – 1973 – Na czerwonym trapezie czarna zębatka i młot. pośrodku biały napis “Start – Polonia”
- 1973 – 1997 – W zielonej czworokątnej tarczy na białym tle ośmiokątna zielona gwiazda, w środku gwiazdy biały napis “Polonia”
- 1997 – 2018 – W dwudzielnej tarczy szwajcarskiej barwy białe i zielone. Pośrodku czerwoną ośmiokątna gwiazda. W białym okręgu symboliczny wizerunek białego iłżeckiego zamku na czerwonym tle
- 2018 – ? – w okrągłej tarczy o zielonym otoku wizerunek zamku iłżeckiego na błękitnym tle, obok wieży korona zapożyczona z herbu Iłży oraz piłka[22].

### Polonia Iłża w rozgrywkach

#### Rozgrywki ligowe
Najwyżej w rozgrywkach ligowych zespół z Iłży był sklasyfikowany w 1948 roku, kiedy występował w klasie A, która była wówczas drugim poziomem ligowym w Polsce. Największą liczbę sezonów Polonia spędziła w klasie okręgowej (niegdyś czwarty poziom ligowy, dziś szósty), w której dotychczas rozegrała 31 sezonów.

#### Puchar Polski
Polonia rokrocznie przystępuje do rozgrywek Okręgowego Pucharu Polski. Dotychczas nie udało się iłżeckiemu zespołowi wygrać pucharu na szczeblu okręgu. Największymi sukcesami są m.in. ćwierćfinał w 1994 roku (1:3 z Mazowszem Grójec) i 2017 roku (0:3 (wo) z Bronią Radom) oraz półfinał w 2011 roku (0:1 z Sokołem Przytyk).

#### Mecze towarzyskie
W meczach towarzyskich z udziałem Polonii dochodziło do wielu sensacji np. w 1954 roku, gdy iłżecki zespół pokonał pierwszoligową Gwardię Warszawa aż 4:1!
Dotychczas jedynym meczem międzynarodowym rozegranym przez iłżecki zespół był mecz towarzyski z ukraińskim drugoligowcem Olimpem Busk (1:1 k. 6:5) w 1992 roku.

### Rywalizacja lokalna

#### Przed wojną
Jedynym klubem oprócz Polonii, który powstał w Iłży było Żydowskie Koło Sportowe Makkabi (utworzone w 1921 roku). Pierwszym meczem między lokalnymi drużynami było spotkanie towarzyskie rozegrane 3 maja 1923 roku, które zwyciężyła Polonia.
Bilans spotkań:
| Wszystkie mecze | Wygrane przez Polonię | Remisy | Wygrane przez Makkabi |
| --------------- | --------------------- | ------ | --------------------- |
| 7               | 6                     | 0      | 1                     |

#### Po wojnie
Po wojnie za mecze derbowe uznawało się spotkania pomiędzy zespołem z Iłży, a drużynami z pobliskich Starachowic. W ostatnich dziesięcioleciach do miana derbów wyrosły mecze z udziałem Polonii Iłża i Powiślanki Lipsko. W ubiegłych latach, w trakcie pojedynków tych drużyn dochodziło do ostrych konfliktów pomiędzy kibicami obu drużyn.

### Chronologia nazw klubu
| Lp. | Okres obowiązywania | Okres obowiązywania | Nazwa                                                         |
| --- | ------------------- | ------------------- | ------------------------------------------------------------- |
| 1.  | 13 sierpnia 1922    | 10 grudnia 1922     | Iłżeckie Koło Sportowe (IKS) Iłża                             |
| 2.  | 10 grudnia 1922     | 30 stycznia 1930    | Iłżeckie Koło Sportowe (IKS) Polonia Iłża                     |
| 3.  | 30 stycznia 1930    | 16 stycznia 1945    | Iłżeckie Koło Sportowe (IKS) Strzelec Iłża                    |
| 4.  | 16 stycznia 1945    | wiosna 1953         | Iłżeckie Koło Sportowe (IKS) Iłża                             |
| 5.  | wiosna 1953         | 23 maja 1957        | Zrzeszenie Sportowe (ZS) Start w Iłży                         |
| 6.  | 23 maja 1957        | 24 kwietnia 1972    | Zrzeszenie Sportowe (ZS) Start – Klub Sportowy Polonia w Iłży |
| 7.  | 24 kwietnia 1972    | 25 marca 1973       | Klub Sportowy Spółdzielczości Pracy (KSSP) Polonia Iłża       |
| 8.  | 25 marca 1973       | 11 marca 1990       | Międzyzakładowy Klub Sportowy (MZKS) Start-Polonia Iłża       |
| 9.  | 11 marca 1990       | wiosna 1997         | Międzyzakładowy Klub Sportowy (MZKS) Polonia Iłża             |
| 10. | wiosna 1997         | –                   | Iłżecki Klub Sportowy (IKS) Polonia Iłża                      |

### Piłkarze

#### Kadra
Stan na 1 lutego 2024 roku
| Nr | Poz. | Piłkarz               |
| -- | ---- | --------------------- |
| 1  | BR   | Przemysław Wesołowski |
| 2  | OB   | Grzegorz Godzisz      |
| 4  | OB   | Piotr Kolecki         |
| 5  | NA   | Jarosław Kaczor       |
| 6  | PO   | Radosław Cheda        |
| 7  | PO   | Łukasz Kaczmarczyk    |
| 8  | PO   | Adam Waniek           |
| 9  | PO   | Paweł Kopciał         |
| 10 | NA   | Mateusz Niewczas      |
| 11 | NA   | Dawid Chudyba         |
| 16 | PO   | Jakub Jabłoński       |
| 17 | PO   | Jakub Baran           |

| Nr | Poz. | Piłkarz           |
| -- | ---- | ----------------- |
| 18 | PO   | Kacper Wajs       |
| 20 | OB   | Wojciech Bajor    |
| 23 | BR   | Patryk Czarnota   |
| 25 | OB   | Damian Szyszka    |
| 26 | OB   | Aleks Michta      |
| 56 | PO   | Daniel Kosakowski |
| 67 | OB   | Paweł Suwara      |
| 70 | PO   | Damian Kozera     |
|    | NA   | Kacper Ogorzałek  |
|    | PO   | Michał Kutera     |
|    | OB   | Mariusz Jagieła   |
|    | PO   | Łukasz Kłos {     |

#### Sztab szkoleniowy
Aktualne na dzień 1 lutego 2024 roku
| Funkcja           | Imię i Nazwisko | Kraj   |
| ----------------- | --------------- | ------ |
| Trener            | Damian Szyszka  | Polska |
| Trener bramkarzy  | Edward Minda    | Polska |
| Kierownik drużyny | Jacek Kostrzewa | Polska |

### Stadion

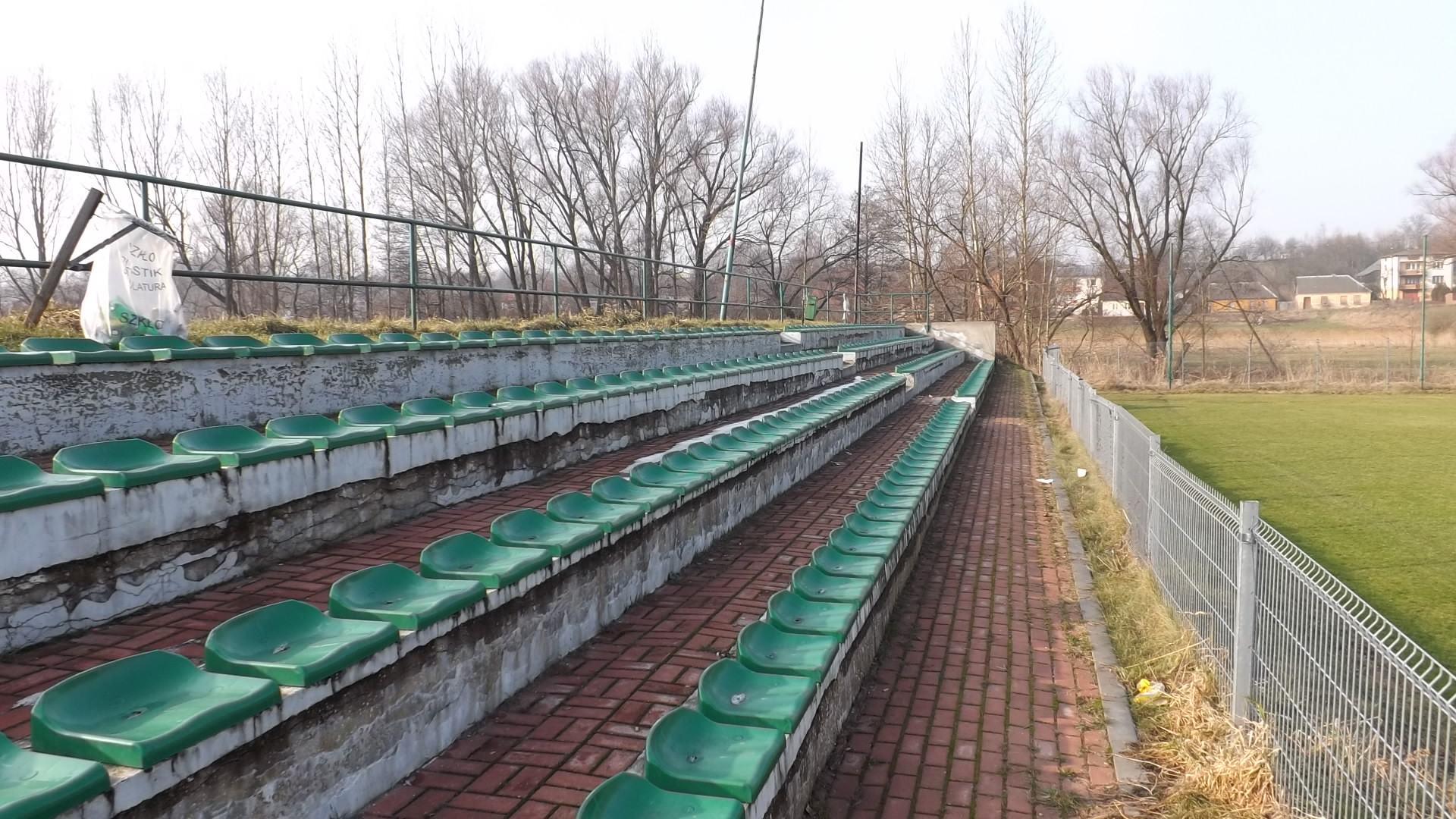
Widok na trybunę południową

Stadion Polonii Iłża – miejski obiekt sportowy, znajdujący się w Iłży przy ulicy Podzamcze 47, wybudowany w 1930 roku, był wielokrotnie modernizowany. Obecny stan stadion zawdzięcza modernizacji przeprowadzonej w 2010 roku.

#### Historia
Od początku istnienia bolączką Polonii był brak stadionu. Początkowo piłkarze grali na miejskim targowisku, gdzie montowano przenośne bramki. Sprawa zmieniła się gdy w 1930 roku zakupiono grunty przy drodze do Lipska w celu usytuowania boiska. Udokumentowano użytkowanie stadionu już w 1935 roku. Pierwsze mecze na nowym stadionie odbyły się jeszcze przed II wojną światową.
Najnowszą modernizację iłżecki obiekt przeszedł w 2010 roku gdy wybudowano dwie trybuny z 500 miejscami siedzącymi i dostosowano go do wymogów IV-ligowych.
W grudniu 2023 roku na stadionie zamontowano sztuczne oświetlenie.

#### Podstawowe informacje
- Rok budowy: 1930
- Pojemność: 2500
- miejsc siedzących: 500
- Oświetlenie:brak
- Wymiary boiska: 96 × 65 m[26]

## Sekcja tenisa stołowego
W latach 1967–1995 istniała w Polonii sekcja tenisa stołowego. Największymi sukcesami sekcji kobiecej był awans do II ligi w 1976 roku. Iłżeckie tenisistki potrafiły się utrzymać na tym szczeblu przez kolejne 4 lata. Z kolei mężczyźni największy sukces osiągnęli w latach osiemdziesiątych, kiedy awansowali do III ligi. Z roku na rok zainteresowanie tenisem w Polonii malało, co doprowadziło do rozwiązania sekcji w 1995 roku. Najbardziej znanymi zawodniczkami i zawodnikami sekcji byli Barbara Kozieł, Anna Surdy, Anna Mirowska oraz Zygmunt Imielski.
W 2022 roku z okazji jubileuszu stulecia Polonii Iłża reaktywowano sekcję tenisa stołowego

## Sekcja bokserska
Krótki, ale owocny epizod w historii Polonii zaliczyła sekcja bokserska, którą powołano w 2010 roku. Trenerem został znany pięściarz Sławomir Żeromiński, a jego asystentem jego syn Michał Żeromiński. W trzyletniej historii sekcji zawodnicy Polonii wywalczyli dwa tytuły Mistrzów Polski. Najbardziej znanymi zawodnikami byli Grzegorz Banaszkiewicz oraz Michał Kiepas. Wychowanką Polonii jest obecna pięściarka BKS-u Radomiak Radom, reprezentantka Polski, wielokrotna Mistrzyni Polski oraz Wicemistrzyni Świata Agata Kaczmarska.
Z powodu mniejszego zainteresowania, jak i słabszej kondycji finansowej klubu, zlikwidowano sekcję w 2013 roku.